# سيريل هوبكينز
سيريل هوبكينز (4 مايو 1882 في أستراليا - 25 سبتمبر 1968 في أستراليا) (بالإنجليزية: Cyril Hopkins)‏ هو لاعب كريكت نيوزلندي.

## وصلات خارجية
- سيريل هوبكينز على موقع إي آس بي آن كريك إنفو (الإنجليزية)